# Cleptometopus bhutanensis
Cleptometopus bhutanensis là một loài bọ cánh cứng trong họ Cerambycidae.